# Kvinden og aben
Kvinden og aben er en bog skrevet af forfatteren Peter Høeg. Den udkom første gang i 1996 med copyright til fonden Lolwe. Alle forfatterindtægterne fra salg af bogen gik til fonden, der har til formål at støtte kvinder og børn i Den Tredje Verden og er en fond oprettet af Peter Høeg.
Handlingen foregår i London sammen med hovedpersonen den kvindelige Madelene, der har afstamning fra Danmark. Bogen er skrevet i en hårfin balance mellem realisme og fantasi og i sidste ende ender den helt anderledes, end hvad man forventer som læser.